# Imam Khataev
Imam Abdulaevich Khataev (en russe : Имам Абдулаевич Хатаев), né le 31 août 1994 à Kulary en Tchétchénie, est un boxeur professionnel russe.

## Carrière
Imam Khataev vit à Grozny où il a été diplômé de l'Université d'État de Tchétchénie et a commencé la boxe en 2008. Il est vice-champion de Russie en 2015, 2017 et 2018, et champion de Russie des poids lourds légers en 2019 et 2020.
Aux Jeux européens de 2019 à Minsk, il est éliminé par l'italien Simone Fiori en huitièmes de finale.
Il se qualifie pour les Jeux Olympiques de Tokyo 2020 et y remporte la médaille de bronze après avoir battu successivement le marocain Mohamed Assaghir sur KO technique, le kazakh Bekzad Nurdauletov et l'espagnol Gazimagomed Jalidov par KO mais il est éliminé en demi-finale contre Benjamin Whittaker (4-1).